# Valuable sheaves
《valuable sheaves》는 바르쉐의 커버 음반이다. 2010년 9월 23일에 dmARTS에서 발매됐다.

## 개요
기념할 만한 데뷔작이지만, dmARTS 재적 유일한 작품. 현시점에서는 최대의 히트 음반이다。

## 음악성
5번째 곡 〈THUNDERBIRD〉는 티엠 레볼루션의 9번째 싱글의 커버.

## 수록곡
1. 우견의 나비(일본어: 右肩の蝶)
작사: 미즈노 유라, 작곡·편곡: 노리피
2. crash!
작사: 바르쉐, 미나토, 작곡: 미나토, 편곡: 미나토, 네코
3. Symmetric terget
작사: timefiles, 작곡·편곡: amyu
4. 이식보행(일본어: 二息歩行)
작사·작곡·편곡: DECO*27
5. THUNDERBIRD
작사: 이노우에 아키오, 작곡: 아사쿠라 다이스케
6. 우리들의 16bit 전쟁(일본어: ぼくらの16bit戦争)
작사·작곡·편곡: sasakure.UK
7. soundless voice
작사·작곡·편곡: 히토시즈쿠P
8. 도쿄와 락 시티(일본어: トウキョウト・ロック・シティ)
작곡: 하이노코톤, 편곡: 에코마루
9. 고마워, 그대에게(일본어: ありがとう、君へ)
작사·작곡·편곡: 미나토

## 출전
1. ↑  VALSHE의 음반 매상 랭킹 ORICON STYLE